# IGA U.S. Indoor Championships 2000
L'IGA U.S. Indoor Championships 2000 è stato un torneo di tennis giocato sul sintetico indoor. È stata la 15ª edizione del torneo, che fa parte della categoria Tier III nell'ambito del WTA Tour 2000. Si è giocato a Oklahoma City negli USA, dal 21 al 28 febbraio 2000.

## Campionesse

### Singolare
Monica Seles ha battuto in finale  Nathalie Dechy con il punteggio di 6–1, 7–6(3)

### Doppio
Kimberly Po /  Corina Morariu hanno battuto in finale  Tamarine Tanasugarn /  Olena Tatarkova con il punteggio di 6–4, 4–6, 6–2